# Aéroport international Jackson-Evers
L'aéroport international Jackson-Evers (en anglais : Jackson–Evers International Airport), officiellement aéroport international Jackson-Medgar Wiley Evers (Jackson–Medgar Wiley Evers International Airport) (code IATA : JAN • code OACI : KJAN), est situé à Jackson dans l'État du Mississippi, aux États-Unis.
Il dessert est nommé d'après le militant des droits civiques Medgar Evers.